# VDE 8

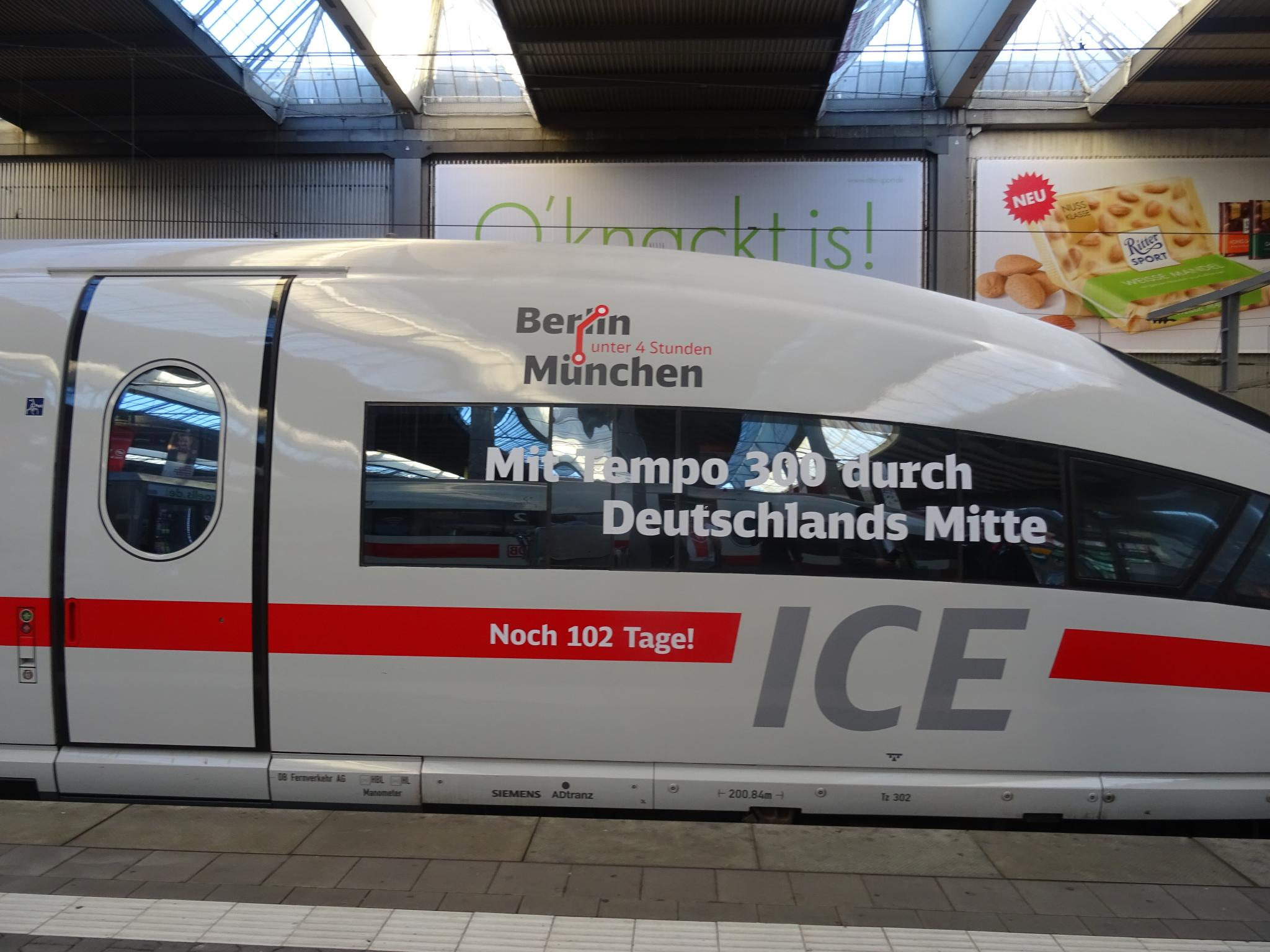
A VDE8 hirdető ICE, még annak az átadása előtt, 2017-ben

A Német Újraegyesítés 8. számú Közlekedési Projektje (Das Verkehrsprojekt Deutsche Einheit Nr. 8, rövidítve VDE 8) a legnagyobb vasúti közlekedési projekt a német újraegyesítés óta. A vonal Nürnberget és Berlint köti össze 515 km hosszan, Erfurton, Hallén, Lipcsén keresztül. A nagysebességű pályán közlekedő ICE 3 típusú expresszvonatok (sprinterek) 4 órán belül teszik meg a Berlin-München közötti nagyjából 600 kilométeres utat (Ez az út autóval 6 óra alatt teljesíthető).
Habár a nagysebességű vonatok már használják a pályát, a fejlesztés egyes elemei még nincsenek készen, a Nürnberg - Ebensfeld szakasz több része is hiányzik, csakúgy, mint egy teherforgalmi alagút Fürth térségében. A teljes átadás 2028 körül várható.

## A VDE-k

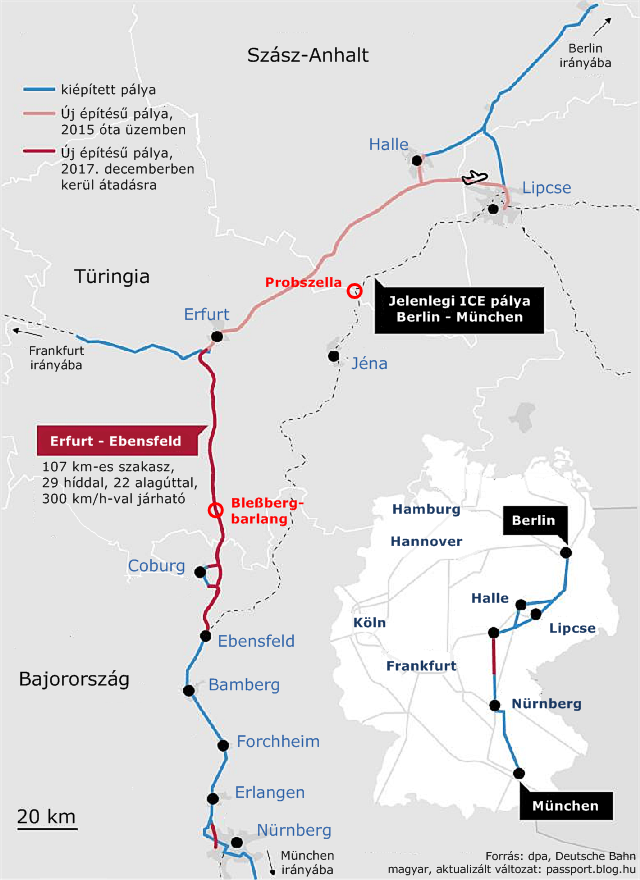
VDE8

Helmut Kohl kancellár kabinetje 1990-ben meghatározta a legfontosabb közlekedési projekteket a két Németország újraegyesítése kapcsán, és ezeket a VDE (Verkehrsprojekte Deutsche Einheit – a német egyesítés közlekedési projektjei) névvel és számokkal jelölték.
Főleg autópályákat, de vízi utakat és vasutat is terveztek, például az 1. számú VDE a Stralsund – Lübek autópálya volt, és a 8. pedig a Berlin – München nagysebességű vasúti vonal.

## A VDE8: Berlin – Nürnberg (- München) nagysebességű vasúti vonal
Az abban az időben jelentősen túltolt optimizmusról árulkodik, hogy a tervezők szerint 1997-ben, de legkésőbb 2000-ben el kellett volna készülnie az összeköttetésnek. Az eredeti határidőt nem tudták tartani az építők, de ma már a VDE8 utolsó és egyben a legdrágább szakasza is megépült, Ebensfeld és Erfurt között.
A fejlesztésnek csak ez a szakasza (Ebensfeld–Erfurt) mintegy 10 milliárd eurót emésztett fel, és csak ezen az új, 107 kilométeres szakaszon 29 híd és 22 alagút található. Ezen a pályán végig 300 kilométer per órás sebességgel fognak száguldani a vonatok, és valóban metrószerű élményt nyújt a sok alagút utazás közben (itt található egy videó, ami ennek a pályának a létesítményeit mutatja be: VDE8 Erfurt és Unterleiterbach között 2017. nyarán. YouTube).
A pálya átadása 2017. decembertől gyakorlatilag egész Németország vasúti menetrendjét felforgatta, Berlin és München között naponta háromszor például olyan ICE-Sprinterek közlekednek mindössze 3 köztes megállóval, amik a teljes, 623 kilométernyi utat 4 órán belül teszik meg.
A München (- Ingolstadt) - Nürnberg szakasz még az újraegyesítés előtt épült nagysebességű pálya, ennek a technikai bővítése a VDE8.

## A VDE8 részei
A projekt 3 részre tagolódik:

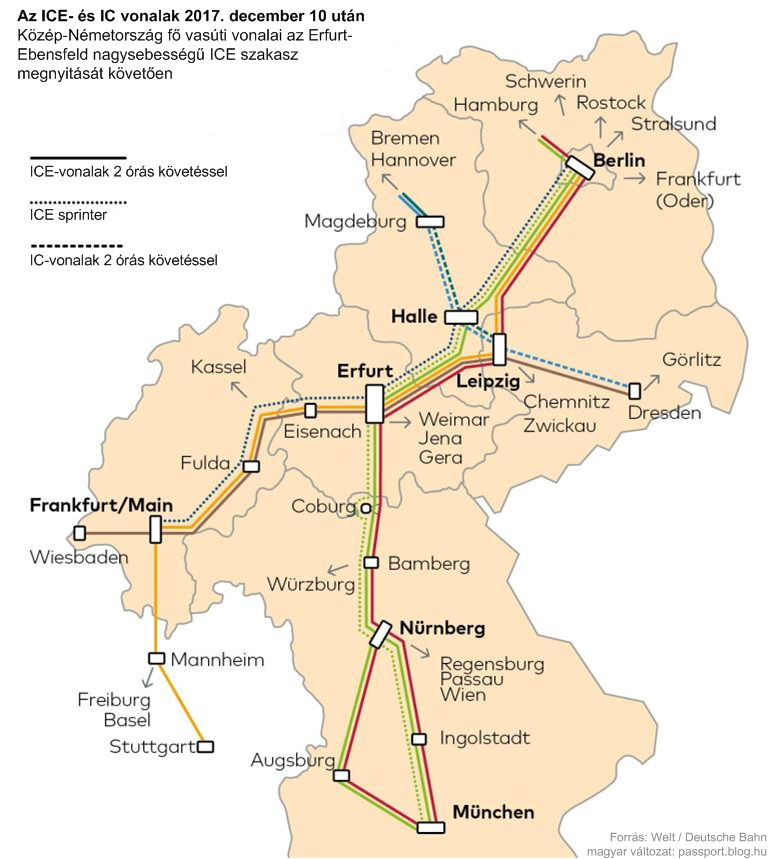
VDE8

- Nürnberg–Ebensfeld–Erfurt (Verkehrsprojekt Deutsche Einheit Nr. 8.1, VDE 8.1) :
  - Nürnberg–Bamberg szakasz átépítése (62 km) és a Bamberg–Hof (Bamberg–Ebensfeld, 20 km) szakasz 4 vágányossá és nagysebességűvé (230 km/h) való átépítése
  - Ebensfeld–Erfurt (107 km új pálya 300 km/h-ra méretezve), az alábbi kapcsolatokkal: Niederfüllbach, Dörfles-Esbach, Coburg
  - Kleinreuth–Eltersdorf (13 km) szakasz kiépítése Nürnberg környékén a teherforgalom számára. Az átépítés néhány eleme nem része a VDE8-nak.
- Erfurt–Leipzig/Halle (Verkehrsprojekt Deutsche Einheit Nr. 8.2., VDE 8.2): 
  - 120 km hosszú új, nagysebességű (300 km/h) pálya Erfurt és Lipcse között. 2 km kapcsolódó pálya Halle-Ammendorf felé. 6 km pálya átépítése Halle (Saale) főpályaudvarra.
- Berlin–Halle (Verkehrsprojekt Deutsche Einheit Nr. 8.3., VDE 8.3):
  - Berlin–Halle (164 km) és Trebnitz–Leipzig (34 km, Leipzig és Bitterfeld között) pálya átépítése és az egész 155 km hosszú szakasz 200 km/h sebességre való átalakítása.

A teljes projekt magába foglal 1164 km felsővezetéket, 214 átjárót, 177 közúti hidat, 335 vasúsi hidat, 48 vasútállomást, 40 völgyhidat, 27 alagutat és 190 km vasúti tápvezetéket.

## A Bleßberg barlang

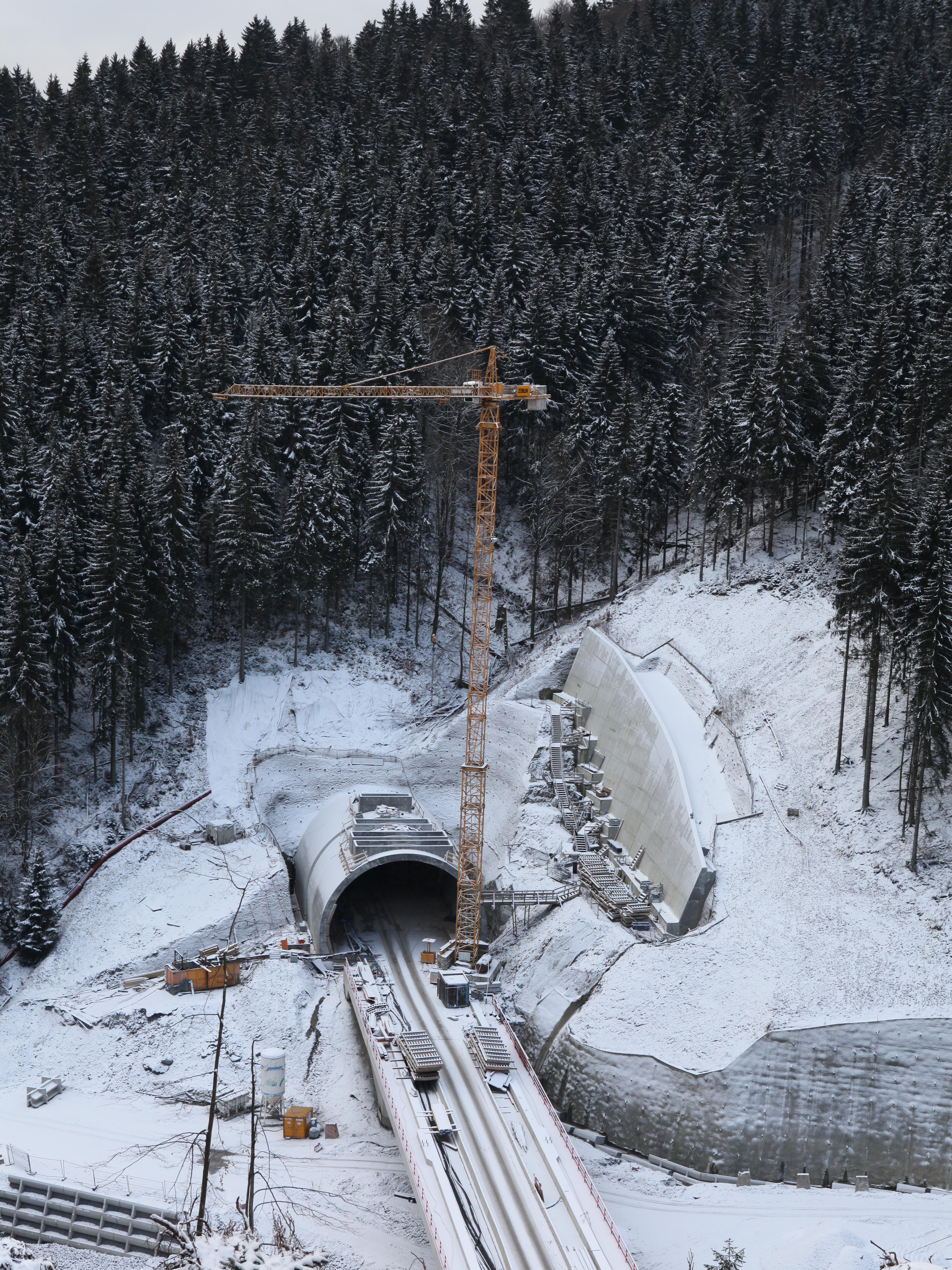
A Bleßberg-alagút északi portálja

A vasúti pálya Ebensfeld és Erfurt között egy karsztos vidéken halad át, többször is találtak az építők hasadékokat és omladékokat az alagutak fúrása során, és eleinte a Bleßberg alagútnál is egy ilyen hasadékra gyanakodtak 2008. március 30-án. A megszokott protokoll szerint megpróbálták betonnal feltölteni az üreget, de mikor a betöltött 500 köbméter beton is nyomtalanul eltűnt, jobban megvizsgálták a feltárult üreget.
Miután a helyi hivatalnokokkal egyeztettek, a DB három hétre leállt az alagút építésével, és barlangászok próbálták feltárni a barlangot. Bár első becsléseik szerint egy kisebb barlangról szóltak, idővel a feltárásaik szenzációs bejelentést hoztak. Szakértők szerint ez ugyanis Türingia egyik legszebb és legfontosabb barlangja, amiben két méter hosszú szalmacseppkövek is találhatók.
A leállást követően a DB speciális eljárásokkal egy betoncsövet épített a barlang megrongált szakaszára, és a vasúti pálya azon keresztül lett elvezetve. Bár geológiai szakértők tartottak attól, hogy ezzel az építkezéssel felborították az addig nem is ismert barlang karsztvíz áramlását, de ezt a mérések nem támasztották alá.